# 전사적 시스템

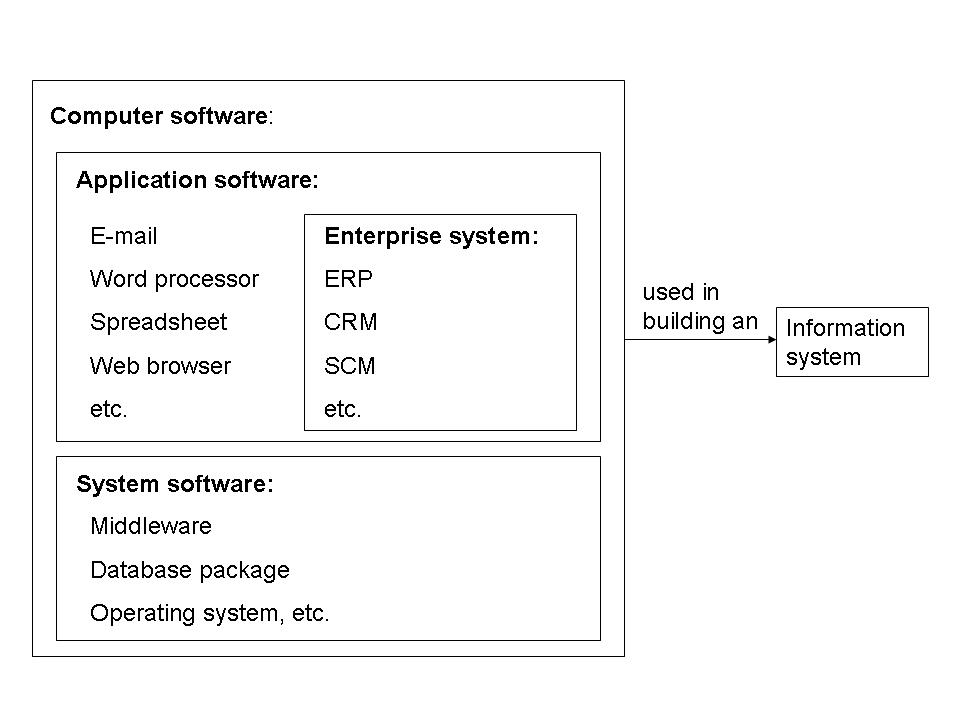

전사적 시스템(Enterprise Systems)은 대규모 조직의 각기 다른 기능과 조직 수준, 비즈니스 프로세스를 대상으로 개발된 다양한 정보시스템을 연결해 상호간에 정보 교환이 수월해지고, 조직의 효율성과 경영성과를 증진시킬 수 있게 하는 시스템이다.
수백 개의 시스템들에 분산되어 단절된 데이터는 조직의 효율성과 경영성과에 부정적인 영향을 미칠 수 있다.